# Иванков, Игорь Михайлович
Игорь Михайлович Иванков (13 февраля 1966) — советский и российский футболист, защитник, полузащитник.
Воспитанник футбольной школы г. Тула. В 1983 году дебютировал в команде второй лиги ТОЗ Тула, сыграл пять матчей. В следующем году за команду, переименованную в «Арсенал», сыграл один матч. После службы в армии за «Арсенал» во второй и второй низшей лигах в 1988—1991 годах сыграл 115 матчей, забил 8 голов. Также в 1988 году играл в первенстве КФК за «Штамп» Тула.
1992 год начал в команде чемпионата Казахстана «Целинник» Акмола, за которую провёл один матч. В 1992—1993 играл за «Металлург» Новокузнецк в первой лиге России. В 1994—1996 годах — за «Дон» Новомосковск. В 1997 году был в составе «Металлурга» Липецк, но не сыграл ни одного матча. в 1998 году играл в чемпионате Тульской области за «Гидроспецстрой» Тула. В 1999—2000 выступал во втором дивизионе за «Иртыш» Омск, вторую половину сезона-2000 провёл в первом дивизионе в составе «Арсенала». Профессиональную карьеру завершил в 2001 году в клубе второго дивизиона «Титан» Реутов.
В чемпионате Тульской области выступал за команды «480-КЖИ» Алексин (2003—2004), «Левша» Плавск (2005).